# Defending Jacob
Defending Jacob es una miniserie de televisión de drama criminal creada por Mark Bomback y dirigida por Morten Tyldum. Fue producida por Apple TV+ y está basada en el libro Defending Jacob escrito por William Landay. La serie narra la historia de una pareja que lidia con las acusaciones de que su hijo de 14 años de edad es un asesino, y es protagonizada por Chris Evans, Michelle Dockery, Jaeden Martell, Cherry Jones, Pablo Schreiber, Betty Gabriel y Sakina Jaffrey. Se estrenó el 24 de abril de 2020 y concluyó el 29 de mayo de ese mismo año tras ocho episodios publicados.
Defending Jacob tuvo una respuesta mayormente positiva por parte de la crítica, quienes alabaron las actuaciones de Evans y Dockery, así como la ambigüedad y carga emocional. En el sitio web Rotten Tomatoes tuvo una aprobación del 73%, mientras que en Metacritic sumó 61 puntos de 100. La serie recibió dos nominaciones a los Premios Primetime Emmy.

## Argumento
Defending Jacob cuenta la historia de una pareja que lidia con las acusaciones de que su hijo de 14 años de edad es un asesino.

## Reparto

### Principal
- Chris Evans como Andy Barber
- Michelle Dockery como Laurie Barber
- Jaeden Martell como Jacob Barber
- Cherry Jones como Joanna Klein
- Pablo Schreiber como Neal Logiudice
- Betty Gabriel como Pam Duffy
- Sakina Jaffrey como Lynn Canavan

### Recurrentes
- Daniel Henshall como Leonard Patz
- Ben Taylor como Derek Yoo
- Jordan Alexa Davis como Sarah Grohl
- Megan Byrne como Joan Rifkin
- J. K. Simmons como William «Bloody Billy» Barber
  - Christopher Buckner como William «Bloody Billy» Barber joven
- Patrick Fischler como Dan Rifkin
- Poorna Jagannathan como Dr. Vogel
- Lizzie Short como Marianne Barber
- Evan Risser como Andy Barber joven
- William Xifaras como Padre James O’Leary
- Lenny Clarke como el chico del camión de comida
- Liam Kilbreth como Ben Rifkin

## Episodios
| N.º | Título               | Dirigido por  | Escrito por  | Fecha de emisión original |
| --- | -------------------- | ------------- | ------------ | ------------------------- |
| 1   | «Pilot»              | Morten Tyldum | Mark Bomback | 24 de abril de 2020       |
| 2   | «Everything Is Cool» | Morten Tyldum | Mark Bomback | 24 de abril de 2020       |
| 3   | «Poker Faces»        | Morten Tyldum | Mark Bomback | 24 de abril de 2020       |
| 4   | «Damage Control»     | Morten Tyldum | Mark Bomback | 30 de abril de 2020       |
| 5   | «Visitors»           | Morten Tyldum | Mark Bomback | 8 de mayo de 2020         |
| 6   | «Wishful Thinking»   | Morten Tyldum | Mark Bomback | 15 de mayo de 2020        |
| 7   | «Job»                | Morten Tyldum | Mark Bomback | 22 de mayo de 2020        |
| 8   | «After»              | Morten Tyldum | Mark Bomback | 29 de mayo de 2020        |

## Producción
El 20 de septiembre de 2018, Apple anunció que había ordenado ocho episodios para una miniserie basada en el libro Defending Jacob del autor William Landay, el cual fue publicado en 2012. Asimismo, se reveló que Chris Evans protagonizaría y además produciría la serie. El creador de la serie, Mark Bomback, sería el encargado de escribir todos los episodios y sirvió como productor junto a Morten Tyldum, Rosalie Swedlin y Adam Shulman. La producción de la serie quedaría a cargo de Paramount Television y Anonymous Content. En marzo de 2019, Michelle Dockery y Jaeden Martell se unieron al elenco. Un mes más tarde, Cherry Jones, Pablo Schreiber, Betty Gabriel y Sakina Jaffrey completaron el resto del reparto.
El rodaje de la serie inició en abril de 2019 en la ciudad de Newton, en el estado de Massachusetts, mismo lugar donde se desarrollan los eventos en el libro. A lo largo de junio y julio de ese año, el rodaje se fue alternando en otros pueblos y ciudades de Massachusetts como Walpole, Belmont, Salem, Lowell y Worcester. El rodaje concluyó oficialmente el 25 de septiembre de 2019 en Nuevo Vallarta (México).

## Recepción
En el sitio Rotten Tomatoes, Defending Jacob tuvo una aprobación del 73% basado en 60 reseñas profesionales. El consenso del sitio fue: «A pesar de las sorprendentes actuaciones de Michelle Dockery y Chris Evans, Defending Jacob saca poco provecho de su fuente de ideas, sacrificando la tensión con un exceso de melodrama». En el sitio Metacritic, la serie sumó 61 puntos de 100 sobre la base de 23 reseñas.
Richard Roeper de Chicago Sun-Times la calificó con 3.5 estrellas de 4 y describió a la serie como «adictiva», además de mencionar que «Chris Evans ofrece una de sus mejores actuaciones, mostrando el desespero y la necesidad de un padre de defender a su hijo, así como el genuino amor por su esposa y el miedo a los recuerdos que lo persiguen». Lucy Mangan de The Guardian la calificó con 3 estrellas de 5 y expresó que «como un drama criminal, Defending Jacob se puede sentir un poco lenta e incompleta, pero su reparto definitivamente se destaca manifestando todas nuestras preocupaciones». Brian Lowry de CNN sostuvo que «la historia podrá ser repetitiva y a veces sin sentido, pero lo cierto es que es una miniserie bastante buena». Richard Lawson de la revista Variety criticó el ritmo de la trama y mencionó que «este es uno de esos raros casos en donde habría sido mejor una película que una serie». No obstante, Lawson alabó las actuaciones del elenco, especialmente de Evans y Michelle Dockery, por «hacer que la serie fuera más sobrellevable». David Griffin de IGN la calificó con 8 puntos de 10 y dijo que «Defending Jacob es un drama criminal lleno de suspenso y diálogos que toman tiempo en desarrollar completamente a sus personajes. Chris Evans, Michelle Dockery y Jaeden Martell ofrecen actuaciones extraordinarias, y aunque la mayoría de los personajes secundarios no reciben la misma atención, Morten Tyldum y Mark Bomback entregaron exitosamente una adaptación entretenida de la novela de William Landay».

## Premios y nominaciones
| Año  | Premiación            | Categoría                                        | Nominado(s)      | Resultado | Ref.         |
| ---- | --------------------- | ------------------------------------------------ | ---------------- | --------- | ------------ |
| 2020 | Primetime Emmy Awards | Mejor Música Original de Entrada                 | Ólafur Arnalds   | Nominado  | [ 1 ] [ 14 ] |
| 2020 | Primetime Emmy Awards | Mejor Cinematografía en una Miniserie o Película | Jonathan Freeman | Nominado  | [ 1 ] [ 14 ] |